# Asociația Ucraineană de Fotbal
Asociația Ucraineană de Fotbal (ucraineană Українська асоціація футболу; UAF) este forul conducător al fotbalului în Ucraina. A fost fondată în 1991 iar sediul central este în Kiev.